# Georges Franzi
Pour les articles homonymes, voir Franzi.
Georges Franzi (monégasque : Giorgi Franzi), né le 23 juin 1914 à Monaco et mort le 13 janvier 1997 dans la même cité-État, est un écrivain et prêtre monégasque considéré comme un « ardent défenseur de la langue monégasque ».

## Biographie

### Jeunesse et formation d'un prêtre monégasque
Né en principauté de Monaco en 1914, Georges Franzi rejoint le séminaire des Pères du Saint-Esprit à Allex dans la Drôme dans l'espoir de devenir missionnaire. Atteint de tuberculose, il doit interrompre ses études et part en Suisse se faire soigner. Sa santé étant faible, il doit terminer son séminaire diocésain de Nice. En 1940, il est ordonné prêtre, pendant la Seconde Guerre mondiale, alors que Monaco est « sous les barbelés ». Il reçoit ses premières missions dans l'arrière-pays niçois à Clans et à Rigaud, avant de redescendre sur les paroisses de Notre-Dame de Lourdes et de Saint-Roch à Nice.

### Retour en Principauté
En 1964, il revient en Principauté où il est nommé chanoine de la cathédrale. Avec Louis Notari, il tente d'encourager l'usage du monégasque, devient vice-président de la Commission pour la langue monégasque, de l'Académie des langues dialectales et président du Comité national des traditions monégasques.
En même temps, il mène son action au service de sa foi en étant aumônier des Scouts, de la Prison et de nombreuses associations.

### Défense de la langue monégasque
Inquiet par le déclin de la culture et de la langue monégasque depuis son retour en Principauté ; il devient artisan de la reconquête et de la réhabilitation de la langue ancestrale par ses prêches, homélies, prières, poésies et ses fameuses ciaciarrade en monégasque et œuvre pour que le Monégasque soit enseigné aux enfants dans les écoles.
Lorsqu'en 1972 le Prince Rainier III décide que l’enseignement du Monégasque serait obligatoire dans les écoles primaires de la Principauté, le chanoine Franzi est alors chargé de cet enseignement. Il donne la première leçon de monégasque 21 novembre 1972, à l'occasion de la Fête du Prince.
Il participe aussi activement à l’œuvre entreprise par Louis Notari, Louis Canis, Lazare Sauvaigo, Louis Frolla, Robert Boisson et Louis Barral au sein du Comité national des traditions monégasques pour la sauvegarde de la langue et des traditions.
Entouré d’une petite équipe d’enseignants spécialisés, nommés par le gouvernement princier, sa détermination aboutit à voir le monégasque devenir obligatoire à l'école primaire et en 1987 une matière facultative jusqu'à l'examen du baccalauréat.
Maître de la langue monégasque, le chanoine Franzi maîtrisait aussi le provençal, dans lequel il pouvait ainsi donner des sermons comme à Nice en 1989.
En 1992, parmi les 26 prêtres de l'archidiocèse de Monaco, il est le seul à avoir la nationalité monégasque. Il meurt à Monaco le 13 janvier 1997.

## Œuvre
Le chanoine Franzi a été le premier enseignant de langue monégasque en Principauté. Il a mis au point les premiers manuels scolaires en langue monégasque « U me primu libru » et « A piciuna gramatica ».
Il a aussi été à la tête de U nostru belu Munegu, revue en langue monégasque , qui concrétise un effort méritoire de l'enseignement du parler de la Principauté.
Il est aussi l'auteur d'un cantique de Noël, la Meditaçiun sci'u Pan de Natale, relatif à la tradition monégasque et catholique du pan de Natale, ou encore d'un hymne patriotique, U Drapeu, et d'une mélodie lyrique, « Adieu à nos chers vieux lavoirs ».

## Fonctions
Georges Franzi a accepté tour à tour de nombreuses charges ecclésiastiques comme vicaire puis curé dans le diocèse de Nice et avant de devenir chanoine de la cathédrale de l'archidiocèse de Monaco. Dans le civil, son engagement pour la langue monégasque l'a conduit à devenir successivement vice-président de la Commission pour la langue monégasque, vice-président de l’Académie des langues dialectales et président du Comité national des traditions monégasques.

## Postérité

### Sauvegarde de l'identité monégasque

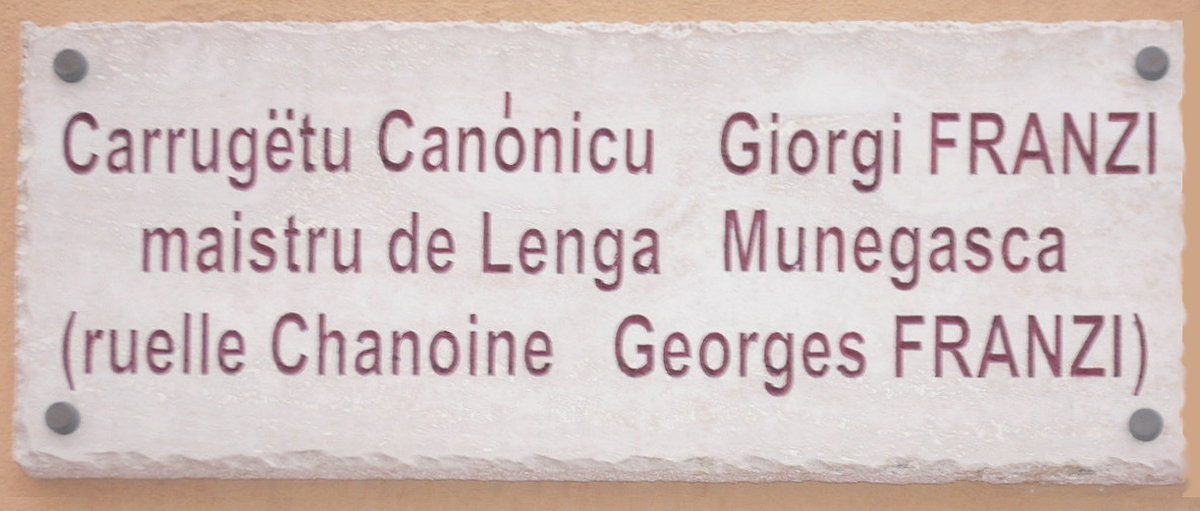
Plaque de la ruelle Chanoine-Georges-Franzi, en français et en monégasque.

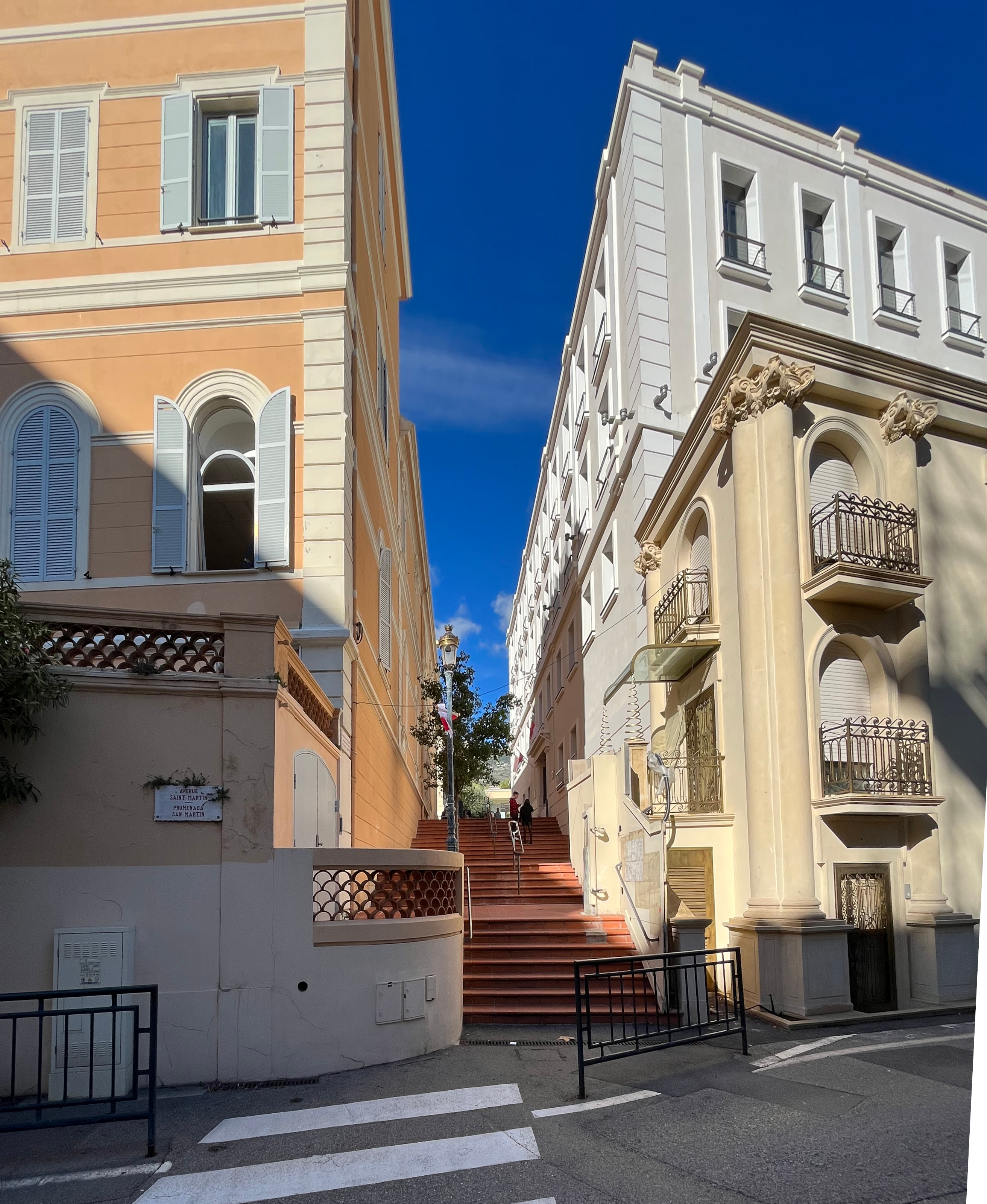
Ruelle Chanoine-Georges-Franzi, depuis l'avenue Saint-Martin.

L'œuvre de maintenance de la langue monégasque promue par le Chanoine Franzi s’est poursuivie et renforcée avec la mention obligatoire de son apprentissage, les deux premières années du collège. Pour le Chanoine Franzi, l'enseignement de la langue monégasque allait au-delà d'une préoccupation linguistique mais relevait plus encore d'une préoccupation patriotique pour sa « chère petite patrie ». Il a donné une conférence restée célèbre intitulée: « Comment retrouver l'âme de Monaco à travers son langage ».
En 2014, à la demande du Comité national des traditions monégasques, le maire Georges Marsan a donné le nom du Chanoine Georges Franzi à une rue du Rocher.

### Critiques
Certains linguistes, comme Gaston Gorren, critiquent le rôle joué par le Chanoine Franzi qui aurait, grâce à sa proximité avec le prince Rainier III et la princesse Grace, imposé aux élèves monégasques l'usage de la langue monégasque qui n'est même pas utilisé par les officiels de la Principauté.